# George Nevill (5e baron Bergavenny)
Pour les articles homonymes, voir George Neville.

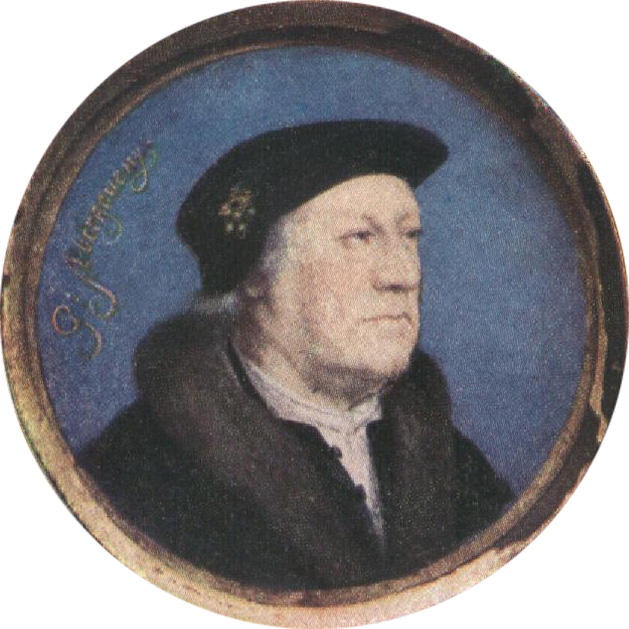
Miniature de Hans Holbein le Jeune (collection Duc de Buccleuch)

George Nevill (c.1469 - 1535), le nom de famille souvent écrit Neville, est un noble et courtisan anglais qui occupe la fonction de Gouverneur des Cinq-Ports.

## Jeunesse
Il est le fils de George Nevill (4e baron Bergavenny) (en) (mort le 20 septembre 1492) et de sa première épouse, Margaret (morte le 28 septembre 1485), fille de Hugh Fenn, sous-trésorier d'Angleterre.
Son frère cadet, Sir Thomas Nevill est un conseiller de confiance du roi Henri VIII et président de la Chambre des communes. Son plus jeune frère, le courtisan Sir Edward Nevill (en), est exécuté par Henry en 1538 pour trahison.

## Carrière
Cousin au second degré de la nouvelle reine, Anne Neville, il assiste au couronnement du roi Richard III en 1483 lorsque, malgré son jeune âge, il est fait chevalier. Ayant hérité de la pairie et des domaines de son père en 1492, il atteint la proéminence en combattant les rebelles de Cornouailles en 1497 à la bataille de Blackheath. En 1497, il prend sa place à la Chambre des lords et s'implique dans les affaires nationales, étant nommé au conseil privé et assistant régulièrement à la cour. Cependant, en 1506, il tombe dans de graves problèmes pour avoir maintenu une armée privée illégale, se voit infliger une amende considérable de 100 000 livres et une interdiction de voyager. Lorsque Henri VIII devient roi en 1509, l'amende est annulée et une grâce accordée. En 1512, il est de retour au conseil et en 1513 est élu à l'Ordre de la Jarretière. Cette année-là, il sert dans l'expédition pour capturer Tournai puis pour relever Guînes.
Au couronnement d'Henri VIII, il occupe la fonction de chef Larderer  et en 1512 il obtient le château et les terres d'Abergavenny. Il est un jouteur passionné et accompagne à la fois le roi Henri VII et le roi Henri VIII lors d'occasions d'État, notamment les réunions en 1520 avec le roi François Ier de France au Camp du Drap d'Or et avec Charles V, empereur du Saint Empire romain, à Gravelines.
Le procès et l'exécution en 1521 de son beau-père Edward Stafford (3e duc de Buckingham), conduisent à son propre emprisonnement pendant un an dans la Tour de Londres. Après avoir reconnu avoir dissimulé la trahison du duc, il est déchu de toutes ses fonctions, condamné à 10 000 marks d'amende et doit vendre sa maison au roi. Il est ensuite gracié, étant autorisé à continuer à servir à la cour, au Parlement et à la guerre, mais considéré avec suspicion. En 1530, il signe la pétition demandant au pape Clément VII de dissoudre le mariage d'Henri VIII avec Catherine d'Aragon et est autorisé à racheter sa maison. Au couronnement d'Anne Boleyn en 1533, il redevient chef garde-manger et est autorisé à officier.
Le 4 juin 1535, il fait son testament à Eridge dans le Sussex et meurt le 13 ou le 14 juin. Il est enterré à Birling, Kent, avec son cœur enterré à Mereworth.

## Mariages et enfants
Il épouse d'abord Joan (morte le 14 novembre 1508), la fille de Thomas Fitzalan (10e comte d'Arundel), et sa femme Margaret, la deuxième fille de Richard Woodville (1er comte Rivers) et sœur cadette de la reine Élisabeth Woodville, épouse du roi Édouard IV. Selon Hawkyard, le mariage est sans enfant; cependant selon Cokayne, Richardson et Cracroft, il y a une ou deux filles :,,,
- Elizabeth Nevill, qui épouse Henry Daubeney (1er comte de Bridgewater) (en)[7]
- Jane Nevill, qui épouse Henry Pole (1er baron Montagu), frère aîné du cardinal Reginald Pole, exécuté pour trahison le 9 janvier 1539[9]

Il épouse en secondes noces, avant le 5 septembre 1513, Margaret, fille de William Brent de Charing dans le Kent, sans aucun enfant.
Il épouse en troisièmes noces, vers juin 1519, Mary, fille cadette d'Edward Stafford (3e duc de Buckingham), et sa femme Éléonore Percy, avec qui il a trois fils et cinq filles : 
- Henry Nevill (6e baron Bergavenny).
- John Nevil.
- Thomas Nevil.
- Mary Nevill, qui épouse Thomas Fiennes (9e baron Dacre) ; puis John Wootton de Tuddenham ; et enfin en troisièmes noces Francis Thursby de Congham.
- Catherine Nevill, qui épouse Sir John St Leger.
- Margaret Nevill, qui épouse d'abord John Cheney (mort en 1544) et ensuite Henry Poole de Ditchling.
- Dorothy Nevill (morte en 1559), qui épouse, en tant que première femme, William Brooke (10e baron Cobham), avec qui elle a une fille, Frances Brooke, qui épouse en premier Thomas Coppinger (1546-1580), et en secondes noces Edward Becher[10].
- Ursula Nevill, qui épouse Sir Warham St Leger (en), cousin éloigné de son beau-frère Sir John St Leger.

Il épouse en quatrièmes noces sa maîtresse Mary Brooke, la tante de son gendre William Brooke, qui est enceinte à sa mort, avec une fille dont le nom est inconnu. Mary est la fille de Thomas Brooke, 8e baron Cobham, et de sa première épouse Dorothy, fille de Sir Henry Heydon, de Baconsthorpe, et de sa femme Anne, fille de Sir Geoffrey Boleyn of Hever. Cela fait d'elle une cousine au second degré de la reine Anne Boleyn.